# Kis-My-Ft2
Kis-My-Ft2（日语：／ kisu mai fitto tsū */?）是日本傑尼斯事務所（星達拓娛樂）旗下的六人男子偶像團體。於2005年7月26日結成，2011年8月10日出道。成員包括千賀健永、宮田俊哉、橫尾涉、藤谷太輔、玉森裕太、二階堂高嗣。其特色之一為滾軸溜冰，在部份單曲和演唱會中亦會有滾軸溜冰的表演。
2022年1月15日所屬唱片公司自avex trax改至MENT RECORDING。MENT RECORDING是愛貝克思集團與傑尼斯事務所共同成立之唱片公司。

## 成員
成員的詳細資料請參照各成員的頁面。
| 代表色 | 代表字 | 姓名            | 出生日期      | 血型 | 身高  | 備註                      |
| ------ | ------ | --------------- | ------------- | ---- | ----- | ------------------------- |
|        | s      | 千賀健永 （せんが けんと）   | 1991年3月23日 | AB型 | 171cm |                           |
|        | M      | 宮田俊哉 （みやた としや）   | 1988年9月14日 | A型  | 172cm | ※錄Kis My Rage時是■綠色   |
|        | y      | 横尾涉 （よこお わたる）     | 1986年5月16日 | A型  | 177cm |                           |
|        | F      | 藤ヶ谷太輔 （ふじがや たいすけ） | 1987年6月25日 | AB型 | 175cm | ※錄Kis My Rage時是■深藍色 |
|        | t      | 玉森裕太 （たまもり ゆうた）   | 1990年3月17日 | B型  | 179cm | 中心位                    |
|        | 2      | 二階堂高嗣 （にかいどう たかし） | 1990年8月6日  | B型  | 172cm | ※錄Kis My Rage時是■紫色   |

已離隊成員
| 代表色 | 代表字 | 姓名          | 出生日期       | 血型 | 身高  | 備註         |
| ------ | ------ | ------------- | -------------- | ---- | ----- | ------------ |
|        | i      | 飯田恭平 （   | 1987年11月18日 | O型  |       | 於2006年離隊 |
|        | Ki     | 北山宏光 （きたやま ひろみつ） | 1985年9月17日  | A型  | 167cm | 於2023年畢業 |

## 概要
2005年7月26日，Kis-My-Ft2結成，並由「SUMMARY」開始活動。他們主要和光GENJI一樣利用滾軸溜冰來表演歌曲。
2011年8月10日，他們終於由avex trax推出「Everybody Go」正式出道。並同時於韓國、台灣、香港、泰國、菲律賓、新加坡及馬來西亞同時發售。當初是同年5月出道，但考慮到東日本大震災，決定改變歌曲方向，改變成8月出道。
2013年12月13日横尾渉、宮田俊哉、二階堂高嗣、千賀健永以所屬子團體「舞祭組」出道。由avex trax發行出道單曲「棚からぼたもち」。
2023年8月31日，北山宏光於Kis-My-Ft2畢業並離開傑尼斯事務所。

## 舞祭組
舞祭組（ブサイク）是Kis-My-Ft2的企劃子團體。在キスマイBUSAIKU!?節目中作為特別嘉賓的SMAP中居正廣提案，由Kis-My-Ft2長期在後排的4位成員横尾涉、宮田俊哉、二階堂高嗣、千賀健永組成的「special組合」。所屬傑尼斯事務所，唱片公司歸屬avex trax。 其歌曲、手勢舞蹈製作編成提案者皆為中居正廣。
| 代表色 | 姓名            | 出生日期      | 血型 | 備註 |
| ------ | --------------- | ------------- | ---- | ---- |
|        | 千賀健永 （せんが けんと）   | 1991年3月23日 | AB型 |      |
|        | 宮田俊哉 （みやた としや）   | 1988年9月14日 | A型  |      |
|        | 横尾涉 （よこお わたる）     | 1986年5月16日 | A型  |      |
|        | 二階堂高嗣 （にかいどう たかし） | 1990年8月6日  | B型  |      |

## 演出

### 電視劇
- 請參考 北山宏光 個人演出經歷| 北山宏光#演出
- 請參考 千賀健永 個人演出經歷| 千賀健永#演出
- 請參考 宮田俊哉 個人演出經歷| 宮田俊哉#演出
- 請參考 橫尾涉 個人演出經歷| 橫尾涉#演出
- 請參考 藤谷太輔 個人演出經歷| 藤谷太輔#演出
- 請參考 玉森裕太 個人演出經歷| 玉森裕太#演出
- 請參考 二階堂高嗣 個人演出經歷| 二階堂高嗣#演出

### 綜藝節目

#### 固定節目
- 少年俱樂部（2005年 - 、NHK BS Premium） - 2011年8月5日播放時以小傑尼斯的名義出演
- 如果旅行（2011年10月1日 - 、富士電視台） - 以常規來賓方式數名成員出演
- Kis My BUSAIKU!?（2012年8月18日 - 、富士電視台）
- Kis My Rage（2016年10月4日 - 、朝日電視台）
- 中居正廣的圖書館（2017年9月11日 - 、朝日電視台） - 以常規來賓方式數名成員出演
- 十萬元能辦得到嗎（2017年10月4日 - 、朝日電視台）
- 少年俱樂部 Premium（2019年4月 - 、NHK BS Premium）- 從NEWS手中接棒成為第四代MC

#### 已完結節目
- 中居正廣的可疑傳說匯集圖書館（2011年10月4日 - 2013年3月19日、朝日電視台） -  以常規來賓方式數名成員出演
- 濱Kis（2012年4月4日 - 2012年9月26日、朝日電視台）
- Kis濱Learning（2012年10月3日 - 2014年3月27日、朝日電視台）
- 中居正廣的怪談圖書館（2013年4月2日 - 2017年7月3日、朝日電視台） - 以常規來賓方式數名成員出演
- Kis濱Learning2（2013年4月3日 - 2014年9月25日、朝日電視台）
- Kiss My Fake（2013年7月11日、10月24日 - 2014年3月20日、TBS電視台）
- Kis濱Learning3（2013年10月2日 - 2014年3月26日、朝日電視台）
- Kis濱TV（2014年4月1日 - 2014年9月23日、朝日電視台）
- Kisssssss！！（2014年7月7日、TBS電視台）
- Kis-My-Ft2 presents Office Learning Variety OL俱樂部（2014年10月1日 - 2015年3月25日、朝日電視台）
- Kis My Battle ROBOT!5番勝負（2014年10月16日、日本電視台）
- 那個遊戲Version upgrade!　Kis My GAME（2015年3月31日 - 9月30日、朝日電視台)
- Kis My魔術（2015年10月7日 - 2016年9月27日、朝日電視台）
- Kis My Mileage（2016年10月5日 - 2017年9月27日、朝日電視台）

### 廣告
- NTT DOCOMO（NTTドコモ）
  - 「FOMA902i しりとり篇（接龍）」（2005年11月）-北山（飾演龜梨和也的友人）
  - 「FOMA902i おサイフケータイ篇（手機錢包）」（2006年）-横尾（飾演赤西仁的友人）
- 大日本除虫菊（株）KINCHO
  - 「COMBAT コンバット篇（戰鬥）」（2009年）-千賀（以舞闘冠成員身份演出）
- DWANGO（ドワンゴ）4種
  - 「FIRE BEAT篇」（2010年）
  - 「祈り篇（祈願）」（2010年）
- GLICO（江崎グリコ） 
  - 「WATERING KISSMINT 男性篇」（2012年）
  - 「WATERING KISSMINT 女裝篇」（2012年）
  - 「WATERING KISSMINT キスウマイ篇（WATERING KISSMINT 接吻高手）」（2013年）
  - 「WATERING KISSMINT Kiss on ice篇」（2014年3月）
- 興和株式会社
  - 「ウナコーワ 虫よけ当番篇（UNAKOWA除蟲片值日）」（2014年3月）
  - 「ホッカイロぬくぬく当番篇（暖暖包暖烘烘值日）」（2014年10月）
  - 「君を守るよ（守護你）」（2015年3月）
  - 「突然の訪問（突然的訪問）」（2015年3月）
  - 「おしくらまんじゅう（擠推饅頭遊戲）」（2015年9月）
  - 「目で追う（目光追隨）」（2016年5月）
  - 「虫たちの森（蟲子的森林）」（2021年5月）[2]
- DHC
  - 「藥用淨痘控油系列 戀 北山篇」（2012年）
  - 「藥用淨痘控油系列 戀 藤谷篇」（2012年）
  - 「藥用淨痘控油系列 戀 玉森篇」（2012年）
  - 「藥用淨痘控油系列 DANCE篇」（2013年3月）
  - 「藥用淨痘控油系列 輪鞋篇」（2014年8月）
- SEVEN&i（7&i） 
  - 「BODY HEATER篇」（2012年）- 藤谷、玉森 (與香取慎吾共同演出)
  - 「情人節篇」（2013年2月）
  - 「創業40週年展覽會篇」（2013年）
  - 「Kis-My-Ft2活動篇」（2014年）
- 南夢宮「namco×KIS-MY-FT2 PROJECT Where's KIS-MY-FT2？キャンペーン」（2015年12月26日 - 2016年3月31日）
- LINE「LINEポコポコ」（2016年） - 玉森、宮田
- 九州旅客鐵道
  - 「KISS MY NAGASAKI」（2016年10月 - ）
  - 「GO!GO!!キスマイクマモトオオイタ」（2017年7月1日 - 12月31日）

以舞祭組名義的廣告請參考 舞祭組 演出經歷| 舞祭組#广告

### 廣播節目
- Kis-My-Ft2 キスマイRadio（2011年10月6日 - 、文化放送）

### 音樂影片
- 修二與彰「青春Amigo」（2005年、傑尼斯娛樂） - 北山、千賀、藤谷、二階堂

### 書籍
- Kis-My-Ft2-1st（撮影：HARUMI YOSHIMURA、2010年10月20日、ワニブックス） ISBN 978-4-8470-4308-6
- 裸の時代（2013年7月19日、集英社） ISBN 978-4-0878-0678-6

## 音樂作品

### 單曲
| #              | 發售日         | 名稱                                                  | 最高位    | 販賣形式                   | 販賣生産號                                                                                                   | 形態                                                                                    | 備註 |
| avex trax      | avex trax      | avex trax                                             | avex trax | avex trax                  | avex trax | avex trax                                                                               | avex trax |
| -------------- | -------------- | ----------------------------------------------------- | --------- | -------------------------- | --- | --------------------------------------------------------------------------------------- | --- |
| 1              | 2011年8月10日  | Everybody Go                                          | 1位       | CD+DVD CD                  | AVCD-48175/B（AVJSG40655/A） AVCD-48176/B（AVJSG40655/B） AVCD-48177（AVJSG40655） AVC1-48178A〜 AVC1-48184A | 初回生産限定盤A 初回生産限定盤B 通常盤 Kis-My SHOP限定盤（7種）                         | 台壓發售日 2011年8月12日 8個國家、地區同時發售 電視劇『原來是美男』主題曲                                                                                              |
| 2              | 2011年12月14日 | We never give up!                                     | 1位       | CD+DVD CD CD+GOODS CD+特典 | AVCD-48323/B（AVJSG40668/A） AVCD-48324/B（AVJSG40668/B） AVCD-48325（AVJSG40668） AVC1-48326 AVC1-48327     | 初回生産限定盤A 初回生産限定盤B 通常盤 LAWSON・HMV限定盤 Kis-My SHOP限定盤              | 台壓發售日 2011年12月16日 |
| 3              | 2012年3月21日  | SHE! HER! HER!                                        | 1位       | CD+DVD CD CD+特典          | AVCD-48361/B(AVJSG40674/A) AVCD-48362(AVJSG40674) AVC1-38496/B                                               | 初回生産限定盤 通常盤 Kis-My SHOP限定盤                                                 | 台壓發售日 2012年3月23日 SHE! HER! HER!：電視廣告『GLICO WATERING KISSMINT』歌曲                                                                                       |
| 4              | 2012年8月15日  | WANNA BEEEE!!!/Shake It Up                            | 1位       | CD+DVD CD CD+特典          | AVCD-48535/B（AVJSG40689/A） AVCD-48536/B(AVJSG40689/B) AVCD-48537(AVJSG40689) AVC1-38538                    | 初回生産限定盤<WANNA BEEEE!!!盤> 初回生産限定盤<Shake It Up盤> 通常盤 Kis-My SHOP限定盤 | 台壓發售日 2012年8月17日 WANNA BEEEE!!!：電視劇『Beginners!』主題曲 Shake It Up：電影『私立馬鹿蘭高校』主題曲                                                          |
| 5              | 2012年11月14日 | 愛的節奏                                              | 1位       | CD+DVD CD CD+特典          | AVCD-48629/B（AVJSG40697/A） AVCD-48630/B（AVJSG40697/B） AVCD-48631（AVJSG40697） AVC1-48632                | 初回生産限定<DANCE盤> 初回生産限定<ROCK盤> 通常盤 Kis-My SHOP限定盤<聖誕節式様>         | 台壓發售日 2012年11月16日 |
| 6              | 2013年2月13日  | My Resistance -真實的存在-/命運女孩                   | 1位       | CD+DVD CD CD+特典 CD+DVD   | AVCD-48675/B（AVJSG40706/A） AVCD-48676/B（AVJSG40706/B） AVCD-48677（AVJSG40706） AVC1-48678 AVCD-48679/B   | 初回生産限定盤A 初回生産限定盤B 通常盤 Kis-My SHOP限定盤 7&I限定盤                      | 台壓發售日 2013年3月2日 My Resistance：電視劇『信長的主廚』主題曲 |
| 7              | 2013年3月27日  | 接·吻·高·手 ～KISS YOUR MIND～/S.O.S (Smile On Smile) | 1位       | CD+DVD CD+特典             | AVCD-48688/B（AVJSG40710/A） AVCD-48689/B（AVJSG40710/B） AVCD-48690（AVJSG40710）                           | 初回生産限定盤<接·吻·高·手盤> 初回生産限定盤<S.O.S盤> 通常盤                            | 台壓發售日 2013年4月12日 KISS YOUR MIND：電視廣告『GLICO WATERING KISSMINT 』歌曲 S.O.S ：電視廣告『DHC藥用粉刺控制系列』歌曲                                          |
| 8              | 2013年8月14日  | 與妳的奇蹟                                            | 1位       | CD+DVD CD CD+特典          | AVCD-48804/B（AVJSG40720/A） AVCD-48805/B（AVJSG40720/B） AVCD-48806（AVJSG40720） AVC1-48807                | 初回生産限定盤A 初回生産限定盤B 通常盤 Kis-My SHOP限定盤                                | 台壓發售日 2013年8月16日 與妳的奇蹟：電視劇『歌舞伎華之戀』主題曲 |
| 9              | 2013年11月13日 | SNOW DOME的約定 / Luv Sick                            | 1位       | CD+DVD CD CD+特典 CD+DVD   | AVCD-48863/B（AVJSG40730/A） AVCD-48864/B（AVJSG40730/B） AVCD-48865（AVJSG40730） AVC1-48866 AVCD-48867/B   | 初回生産限定盤A 初回生産限定盤B 通常盤 Kis-My SHOP限定盤 7&I限定盤                      | 台壓發售日 2013年11月22日 Luv Sick：電視劇『假面教師』主題曲 |
| 10             | 2014年3月5日   | 光芒的信號                                            | 1位       | CD+DVD CD CD+特典          | AVCD-48949/B AVCD-48950/B AVCD-48951 AVC1-48952                                                              | 初回生産限定盤A 初回生産限定盤B 通常盤 Kis-My SHOP限定盤                                | 光芒的信號：電影『哆啦A夢 新・大雄的大魔境～扁扁與五人探險隊～』主題曲                                                                                                 |
| 11             | 2014年8月13日  | Another Future                                        | 1位       | CD+DVD CD CD+特典          | AVCD-83108/B AVCD-83109/B AVCD-83110 AVC1-83111                                                              | 初回生産限定盤A 初回生産限定盤B 3rd Anniversary盤 Kis-My SHOP限定盤                     | Another Future：電視劇『信長的主廚2』主題曲 Perfect World：電視廣告『DHC藥用粉刺控制系列』歌曲                                                                         |
| 12             | 2014年12月24日 | Thank you啦！                                         | 1位       | CD+DVD CD CD+週邊 CD+DVD   | AVCD-83191/B AVCD-83192/B AVCD-83193 AVC1-83194〜 AVC1-83200 AVC1-83201/B                                    | 初回生産限定盤A 初回生産限定盤B 通常盤 Kis-My SHOP限定盤(7種) 7&I限定盤                 | 與你相遇開始：電視廣告『興和「Hokkairo暖暖包舒適温暖值班篇」』歌曲 |
| 13             | 2015年3月25日  | Kiss魂                                                | 1位       | CD+DVD CD CD+DVD CD+特典   | AVCD-83235 AVCD-83236 AVCD-83237X AVC1-83238A-G AVC1-83239                                                   | 初回生産限定盤A 初回生産限定盤B 通常盤 Seven & I盤 Kis-My SHOP限定盤                    | Kiss魂：電視廣告『GLICO WATERING KISSMINT』歌曲 Shake Body!!：電視廣告『興和｢防虫值班｣』歌曲                                                                           |
| 14             | 2015年10月14日 | AAO                                                   | 1位       | CD+DVD CD CD+DVD           | AVCD-83391/B AVCD-83392 AVCD-83393/B                                                                         | 初回生産限定盤 通常盤 Kis-My SHOP限定盤                                                 | AAO：電視劇『青春偵探晴也～不容許大人的作惡～』主題曲 |
| 15             | 2015年11月11日 | 最後還是你                                            | 1位       | CD+DVD CD CD+DVD           | AVCD-83394/B AVCD-83395 AVC1-83396/B                                                                         | 初回生産限定盤A 通常盤 Kis-My SHOP限定盤                                                | 最後還是你：電影『雨樹之國』主題曲 |
| 16             | 2016年3月16日  | Gravity                                               | 1位       | CD+DVD CD                  | AVCD-83534/B AVCD-83535/B AVCD-83536 AVC1-83537                                                              | 初回生産限定盤A 初回生産限定盤B 通常盤 Kis-My SHOP盤                                    | Gravity：電視劇『MARS～只是、愛著你』主題曲 MU-CHU-DE 恋してる：電視廣告『銀座カラー』歌曲                                                                             |
| 17             | 2016年8月24日  | Sha la la☆Summer Time                                 | 1位       | CD+DVD CD                  | AVCD-88694/B AVCD-83695/B AVCD-83696                                                                         | 初回生産限定盤A 初回生産限定盤B 通常盤                                                  | Sha la la☆Summer Time：電視廣告『興和』歌曲 |
| 18             | 2017年3月1日   | INTER（Tonight/有妳的世界/SEVEN WISHES）              | 1位       | CD+DVD CD                  | AVCD-83796/B AVCD-83797/B AVCD-83798                                                                         | 初回限定生産盤A 初回限定生産盤B 通常盤                                                  | Tonight：第一興商 ｢LIVE DAM STADIUM｣廣告歌 ，由千賀健永負責編舞 有妳的世界：電視廣告『興和』歌曲 SEVEN WISHES:電視廣告JR九州「向7個新的長崎出發 KISS MY NAGASAKI」歌曲 |
| 19             | 2017年6月7日   | PICK IT UP                                            | 1位       | CD+DVD CD                  | AVCD-83886 AVCD-83887 AVCD-83888                                                                             | 初回限定生産盤A 初回限定生産盤B 通常盤                                                  | PICK IT UP：電視劇『櫻子小姐的腳下埋著屍體』主題曲 All Around The World：綜藝節目『もしもツアーズ』歌曲 ズッキューン:電視廣告『興和』歌曲                              |
| 20             | 2017年11月29日 | 紅色果實                                              | 1位       | CD+DVD CD                  | AVCD-83961/B AVCD-83962/B AVCD-83963                                                                         | 初回限定生産盤A 初回限定生産盤B 通常盤                                                  | 紅色果實：電視劇『重要参考人偵探』主題曲 HOT!×2：電視廣告『興和的ホッカイロ新ぬくぬく』歌曲 FUTURE TRAIN：電視廣告『GO!GO!!キスマイクマモトオオイタ』歌曲              |
| SP             | 2018年4月25日  | You&Me                                                |           | CD+DVD CD                  | AVC1-94062 AVC1-94063                                                                                        | 77,777張完全限定生産盤 通常盤                                                           | ZERO：電視劇『○○人的末路』主題曲 HOME：電視廣告『TOKYO interior』歌曲                                                                                                  |
| 21             | 2018年7月11日  | LOVE                                                  | 1位       | CD+DVD CD                  | AVCD-94131/B AVCD-94132/B AVCD-94133                                                                         | 初回盤A 初回盤B 通常盤                                                                  | L.O.V.E.：興和廣告『護那酷涼液』主題曲 |
| 22             | 2018年10月3日  | 你，我                                                | 1位       | CD+DVD CD                  | AVCD-94185/B AVCD-94186/B AVCD-94187                                                                         | 初回盤A 初回盤B 通常盤                                                                  | 君、僕.：興和廣告主題曲 |
| 23             | 2019年2月6日   | 我愛你                                                | 1位       | CD+DVD CD                  | AVCD-94356/B AVCD-94357/B AVCD-94358                                                                         | 初回盤A Extra盤B 通常盤                                                                 | 北山宏光 初主演電影『トラさん〜僕が猫になったワケ〜』主題曲 |
| 24             | 2019年7月10日  | HANDS UP                                              | 1位       | CD+DVD CD                  | AAVCD-94541/B AVCD-94542/B AVCD-94543                                                                        | 初回盤A 初回盤B 通常盤                                                                  | 真夏と太陽：興和廣告『護那酷涼液』主題曲 永遠結び：瑞可利廣告『ゼクシィ縁結び』主題曲                                                                                  |
| 25             | 2019年11月13日 | Edge of Days                                          | 1位       | CD+DVD CD                  | AVCD-94663/B AVCD-94664/B AVCD-94665                                                                         | 初回盤A 初回盤B 通常盤                                                                  | 北山宏光出演電視劇『百萬喬』主題曲 |
| 26             | 2020年9月16日  | Endless Summer                                        | 1位       | CD+DVD CD                  | AVCD-94916/B AVCD-94917/B AVCD-94918                                                                         | 初回盤A 初回盤B 通常盤                                                                  | 美 少年主演電視劇『盛夏的少年～19452020』主題曲 |
| 27             | 2021年2月24日  | Luv Bias                                              | 1位       | CD+DVD CD                  | AVCD-94990/B AVCD-94991/B AVCD-94992                                                                         | 初回盤A 初回盤B 通常盤                                                                  | 玉森裕太出演電視劇『Oh! My Boss!戀愛在別冊』主題曲 |
| 28             | 2021年9月15日  | Fear/SO BLUE                                          | 1位       | CD+DVD CD                  | AVCD-61127/B AVCD-61128/B AVCD-61129/B                                                                       | 初回盤A 初回盤B 通常盤                                                                  | 北山宏光出演電視劇『只是沒離婚而已』主題曲 |
| MENT RECORDING |                |                                                       |           |                            | |                                                                                         | |
| 29             | 2022年8月17日  | Two as One                                            | 1位       | CD+DVD CD CD+DVD CD+BD     | JWCD-63819/B JWCD-63820/B JWCD-63821 JWC1-63822/B JWC1-63823/B                                               | 初回盤A 初回盤B 通常盤 Fan Club限定盤                                                   | Two as One：玉森裕太主演電視劇『NICE FLIGHT!』主題曲 リボン：廣告『東京インテリア』主題曲 Smokin' Hot：興和廣告『護那興和Ace』主題曲                                   |
| 30             | 2022年12月14日 | 想花                                                  | 1位       | CD+DVD CD CD+DVD           | JWCD-63839/B JWCD-63840/B JWCD-63841                                                                         | 初回盤A 初回盤B 通常盤 Fan Club限定附原創特典盤                                         | 想花：玉森裕太主演電視劇『祈願病歷表～研修醫的解謎診察紀錄～』主題曲 Rebirth Stage：千賀健永出演電視劇『夫婦圓滿食譜～不交換嗎？僅此一晚～』片尾曲                     |
| SP             | 2023年8月3日   | 一起                                                  | -         | CD+DVD CD+Blu-ray          | JWC1-63892/B JWC1-63893/B                                                                                    | Johnny's Shop線上商城限定                                                               | 7人體制的最後單曲 |
| 31             | 2024年1月3日   | HEARTBREAKER/C'monova                                 | 1位       | CD+DVD CD                  | JWCD-63897/B JWCD-63898/B JWCD-63899                                                                         | 初回盤A 初回盤B 通常盤 Fan Club限定附原創特典盤 会場限定For dear life盤                 | |

### 專輯
| #              | 發售日        | 名稱            | 最高位    | 販賣形式                            | 販賣生產號                                                                                | 形態                                                                  | 備註                                            |
| avex trax      | avex trax     | avex trax       | avex trax | avex trax                           | avex trax                                                                                 | avex trax                                                             | avex trax                                       |
| -------------- | ------------- | --------------- | --------- | ----------------------------------- | ----------------------------------------------------------------------------------------- | --------------------------------------------------------------------- | ----------------------------------------------- |
| 1              | 2012年3月28日 | Kis-My-1st      | 1位       | CD+DVD CD+特典CD CD CD+特典         | AVCD-48493/B(AVJCD10503/A) AVCD-48494/B(AVJCD10503/B) AVCD-48495(AVJCD10503) AVC1-38496/B | 初回生産限定盤 通常盤 Kis-My SHOP限定盤                               | 台壓發售日 2012年3月30日                        |
| 2              | 2013年3月27日 | Good向前衝！    | 1位       | CD+DVD CD+特典CD CD                 | AVCD-38734/B(AVJCD10543/A) AVCD-38735〜6 (AVJCD10543/B) AVCD-38737(AVJCD10543)            | 初回生産限定盤<Kis-My-History盤> 初回生産限定盤<Kis-My-Zero盤> 通常盤 | 台壓發售日 2013年4月12日                        |
| 3              | 2014年7月2日  | Kis-My-Journey  | 1位       | CD+DVD CD CD+特典                   | AVCD-93000/B(AVJCD10576/A) AVCD-93001/B(AVJCD10576/B) AVCD-93002(AVJCD10576) AVC1-93003   | 初回生產限定盤A 初回生產限定盤B 通常盤 Kis-My SHOP限定盤              | 台壓發售日 2014年7月18日                        |
| 4              | 2015年7月1日  | KIS-MY-WORLD    | 1位       | 2CD+DVD CD CD+特典 CD+goods         | AVCD-93171/B～C AVCD-93172/B～C AVCD-93173 AVZ1-93174 AVC1-93175                          | 初回生產限定盤A 初回生產限定盤B 通常盤 Kis-My SHOP限定盤 Seven & I盤  | 台壓發售日 2015年7月31日                        |
| 5              | 2016年6月22日 | I SCREAM        | 1位       | 2CD+2DVD CD+DVD 2CD                 | AVCD-93450/B～D AVCD-93451/B AVCD-93452/B                                                 | 完全生産限定 4cups盤 初回生産限定 2cups盤 通常盤                      | 台壓發售日 2016年7月22日                        |
| 6              | 2017年5月3日  | MUSIC COLOSSEUM | 1位       | CD+2DVD CD+DVD CD                   | AVCD-93691 AVCD-93692 AVCD-93693                                                          | 初回生産限定盤A 初回生産限定盤B 通常盤                                | 歌曲「Let's Go!」為「樂高蝙蝠俠電影」日本版插曲 |
| 7              | 2018年4月25日 | Yummy!!         | 1位       | CD+DVD CD                           | AVCD-93876 AVCD-93877 AVCD-93878                                                          | 初回生産限定盤A 初回生産限定盤B 通常盤                                |                                                 |
| 8              | 2019年4月24日 | FREE HUGS!      | 1位       | CD+DVD 2CD                          | AVCD-96288/B AVCD-96289/B AVCD-96290〜1                                                   | 初回生産限定盤A 初回生産限定盤B 通常盤                                |                                                 |
| 9              | 2020年3月25日 | To-y2           | 1位       | CD+DVD 2CD                          | AVCD-96465/B AVCD-96466/B AVCD-96467〜8                                                   | 初回生産限定盤A 初回生産限定盤B 通常盤                                |                                                 |
| MENT RECORDING |               |                 |           |                                     |                                                                                           |                                                                       |                                                 |
| 10             | 2024年5月8日  | Synopsis        | 1位       | CD+BD CD+DVD CD+BD CD+DVD CD 2CD+BD | JWCD-98624/B JWCD-98623/B JWCD-98626/B JWCD-98625/B JWCD-98627 JWC1-98628~9/B             | 初回盤A 初回盤B 通常盤 ×××××.POP UP STORE限定商品                     |                                                 |

### 精選輯
| # | 發售日         | 名稱               | 最高位 | 販賣形式                 | 販賣生產號                                                                    | 形態                                   | 備註                     |
| - | -------------- | ------------------ | ------ | ------------------------ | ----------------------------------------------------------------------------- | -------------------------------------- | ------------------------ |
| 1 | 2014年3月26日  | HIT! HIT! HIT!     | 1位    | CD+2DVD+寫真集 CD+DVD CD | AVCD-38924/B(AVJCD10563/A) AVCD-38925/B(AVJCD10563/B) AVCD-38926(AVJCD10563B) | 初回生產限定盤A 初回生產限定盤B 通常盤 | 台壓發售日 2014年4月16日 |
| 2 | 2021年8月10 日 | BEST of Kis-My-Ft2 | 1位    | 3CD+2DVD 3CD+2Blu-ray    | AVCD-96752～4/B～C AVCD-96755～7/B～C                                         | 初回生產限定盤A                        |                          |
| 2 | 2021年8月10 日 | BEST of Kis-My-Ft2 | 1位    | 3CD+DVD 3CD+Blu-ray      | AVCD-96758～60/B AVCD-96761～3/B                                              | 初回生產限定盤B                        |                          |
| 2 | 2021年8月10 日 | BEST of Kis-My-Ft2 | 1位    | 2CD+DVD 2CD+Blu-ray      | AVCD-96764～5/B AVCD-96766～7/B                                               | 通常盤                                 |                          |
| 2 | 2021年8月10 日 | BEST of Kis-My-Ft2 | 1位    | 2CD+周邊商品             | AVC1-96768～9                                                                 | 7net限定盤                             |                          |

### 數位單曲
| # | 配信開始日   | 名稱      | 備註              |
| - | ------------ | --------- | ----------------- |
| 1 | 2010年7月5日 | 祈願      | dwango.jp独占配信 |
| 2 | 2010年7月5日 | FIRE BEAT | dwango.jp独占配信 |

### DVD
| 發售日         | 名稱                                                                       | 最高位    | 販賣生產號                                                                            | 型態                                                                                    | 備註                                                                        |
| avex trax      | avex trax                                                                  | avex trax | avex trax                                                                             | avex trax                                                                               | avex trax                                                                   |
| -------------- | -------------------------------------------------------------------------- | --------- | ------------------------------------------------------------------------------------- | --------------------------------------------------------------------------------------- | --------------------------------------------------------------------------- |
| 2009年12月2日  | PLAYZONE'09～從太陽來的信～                                                |           | JEBN-92/3                                                                             |                                                                                         | 無台壓版                                                                    |
| 2011年10月26日 | Kis-My-Ft2 相見歡de Show vol.3 at 國立代代木競技場第一體育館 2011.2.12     | 2位       | AVBD-91900(AVJDV56222)                                                                |                                                                                         | 台壓發售日 2011年11月4日                                                    |
| 2011年10月26日 | Kis-My-Ft2 2011出道巡迴演唱會 Everybody Go at 橫濱Arena 2011.7.31          | 1位       | AVBD-91901(AVJDV56223)                                                                |                                                                                         | 台壓發售日 2011年11月4日                                                    |
| 2011年10月26日 | Kis-My-Ft2 相見歡de Show vol.3／Kis-My-Ft2 2011出道巡迴演唱會 Everybody Go | -位       | AVBD-91898～9 (AVJDV56222/3)                                                          | 初回生產限定盤                                                                          | 台壓發售日 2011年11月4日 上述2作品都是初回生産限定盤                        |
| 2012年6月20日  | Kis-My-MiNT 巡迴演唱會 at 東京巨蛋 2012.4.8                                | 1位       | AVBD-91960～1/B (AVJDV56249/A) AVBD-91962                                             | 初回生産限定盤 通常盤                                                                   | 台壓發售日 2012年7月6日 初回生産限定盤收錄特典DVD和全5曲 付特典CD           |
| 2013年3月27日  | Kis-My-Ft2 YOSHIO -新成員-                                                 | 1位       | AVBD-92031/B(AVJDV56266/A) AVBD-92032                                                 | 初回生産限定盤(DVD+特典CD) 通常盤(DVD ONLY)                                             | 台壓發售日 2013年4月12日 特典CD附錄「ETERNAL MIND」 YOSHIO -新成員-主題歌。 |
| 2014年1月29日  | SNOW DOME的約定 IN TOKYO DOME 2013.11.16                                   | 1位       | AVBD-92103/B(AVJDV56287/8) AVBD-92104                                                 | 初回生産限定盤 通常盤                                                                   | 台壓發售日 2014年3月7日                                                     |
| 2015年2月4日   | 2014Concert Tour Kis-My-Journey                                            | 1位       | AVBD-92215/B～C AVBD-92216/B AVXD-92217/B                                             | 初回生産限定DVD 通常盤DVD Blu-ray盤                                                     | 無台壓版                                                                    |
| 2016年1月20日  | 2015 CONCERT TOUR KIS-MY-WORLD                                             | 1位       | AVBD-92234～5/B～C AVBD-92236～7 AVXD-92238/B～C                                      | 初回生産限定盤(DVD) 通常盤(DVD) Blu-ray盤                                               | 台壓發售日 2016年4月1日                                                     |
| 2016年12月21日 | CONCERT TOUR 2016 I SCREAM                                                 | 1位       | AVBD-92406～7/B～C AVBD-92408～9 AVXD-92410/B                                         | 初回生産限定盤(DVD) 通常盤(DVD) Blu-ray盤                                               | 無台壓版                                                                    |
| 2018年1月31日  | LIVE TOUR 2017 MUSIC COLOSSEUM                                             | 1位       | AVBD92622 AVBD92624 AVXD92626                                                         | 初回生産限定盤(DVD) 通常盤(DVD) Blu-ray盤                                               | 無台壓版                                                                    |
| 2018年11月28日 | LIVE TOUR 2018 Yummy!! you&me                                              | 1位       | AVBD-92733〜5/B〜C AVBD-92736〜7 AVXD-92738〜9                                        | 初回生産限定盤(DVD) 通常盤(DVD) Blu-ray盤                                               | 無台壓版                                                                    |
| 2018年11月28日 | LIVE TOUR 2019 FREE HUGS!                                                  | 1位       | AVBD-92874〜6 AVBD-92877〜8/B〜C AVXD-92879〜80                                       | 初回生産限定盤(DVD) 通常盤(DVD) Blu-ray盤                                               | 台壓發售日 2020年1月10日                                                    |
| 2021年1月20日  | Kis-My-Ft2 LIVE TOUR 2020 To-y2                                            | 1位       | AVBD-92983〜5/ AVBD-92986〜7 AVXD-92988/B～C                                          | 初回生産限定盤(DVD) 初回生産限定盤Blu-ray盤 通常盤(DVD)                                 | 無台壓版                                                                    |
| 2021年12月15日 | LIVE TOUR 2021 HOME                                                        | 1位       | AVBD-27446〜8/ AVBD-27449〜50 AVXD-27451/B                                            | 初回生産限定盤(DVD) 初回生産限定盤Blu-ray盤 通常盤(DVD)                                 | 無台壓版                                                                    |
| MENT RECORDING |                                                                            |           |                                                                                       |                                                                                         |                                                                             |
| 2023年3月1日   | Kis-My-Ftに逢えるde Show 2022 in DOME                                      | 1位       | JWBD-63844〜6 JWXD-63847〜8 JWBD-63849〜51 JWXD-63852〜3 JWBD-63854〜6 JWXD-63857〜8  | 初回盤A(DVD) 初回盤A(Blu-ray) 初回盤B(DVD) 初回盤B(Blu-ray) 通常盤(DVD) 通常盤(Blu-ray) |                                                                             |
| 2024年8月7日   | For dear life                                                              |           | JWBD-98636～8 JWXD-98639～40 JWBD-98641～3 JWXD-98644～5 JWBD-98646～8 JWXD-98649～50 | 初回盤A(DVD) 初回盤A(Blu-ray) 初回盤B(DVD) 初回盤B(Blu-ray) 通常盤(DVD) 通常盤(Blu-ray) |                                                                             |

### CD未收錄曲
- 成員們的獨唱曲請参照其個人頁面

2006年
- Ready?（作詞：白井裕紀・新美香、作曲：原田卓也）<JASRAC作品No:137-1254-3>

歌詞是2組合。
- Kis-My-Me-Mine（作詞:白井裕紀・新真登、作曲:原田卓也）

雖然有CD化、但初期Ver.並未CD化。
- Exit（作詞：白井裕紀、作曲：太田雅友）<JASRAC作品No:136-1217-4>

千賀獨唱歌曲
2008年
- Daybreaker（作詞：michiko motohashi、作曲：加藤裕介）<JASRAC作品No:154-6037-1>

和A.B.C-Z合作曲
2009年
- Kis-My-Calling!（作詞：横山慶太、作曲：磯崎健史）<JASRAC作品No:157-5088-4>

雖然有CD化、但初期Ver.並未CD化。
- 無限の羽（作詞：瀧澤秀明、作曲：瀧澤秀明）<JASRAC作品No:158-9068-6>

舞台劇「瀧澤演舞城 '09 Tackey&Lucky LOVE」劇中歌，由瀧澤秀明、藤谷太輔、北山宏光，及A.B.C-Z的戶塚祥太和河合郁人合唱，歌曲收錄於瀧澤秀明的單曲唱片「Sha La La／無限の羽」當中，但並沒有收錄於Kis-My-Ft2所屬的唱片當中。
2010年
- 人生半ばです（作詞:森光子/作曲:羽場仁志/編曲:船山基紀）<JASRAC作品No:165-4000-0>

主唱為已故歌手及演員森光子，由同於舞台劇「新春 人生革命」合作的瀧澤秀明、少年隊的錦織一清及Kis-My-Ft2伴唱，歌曲收錄於森光子的單曲唱片「人生革命」當中，但並沒有收錄於Kis-My-Ft2所屬的唱片當中。
2011年
- No.1〜FIRE BEAT（作詞：村野直球、作曲：velvetronica 編曲：宮永治郎）<JASRAC作品No:144-5512-9>

北山宏光及藤谷太輔的主演電視劇「美女鮮師No.1」主題曲
- いつもありがとう（作詞：T.FXXX、作曲：HUSIQ.K）<JASRAC作品No:178-5325-7>

藤谷太輔及北山宏光於2011年5月9日的二人一夜限定special live演出的自創歌曲，並未收錄入任何CD裡頭。

## 獎項
| 年份 | 獎項                                                                      |
| ---- | ------------------------------------------------------------------------- |
| 2012 | - 第26屆日本金唱片大獎 - 新人獎 - MAMA Asian Chart - 第二名(She!Her!Her!) |

## 演唱會
- A.B.C-Z Kis-My-Ft2 First Concert（5場公演）

| 日期                                          | 演唱會站次 | 舉行地點                   |
| 2008年10月11~13日                             | 橫濱站     | 橫濱體育館                 |
| A.B.C-Z Kis-My-Ft2 First Concert Encore演唱會 |            |                            |
| 2009年11月8~9日                               | 東京站     | 國立代代木競技場第一體育館 |

- Kis-My-Ft2 相見歡de Show（10城市31場公演）

| 日期           | 開演時間 | 舉行地點                |
| 2009年10月3日  | 14:30    | 大分iichikoグランシアタ |
| 2009年10月3日  | 18:00    | 大分iichikoグランシアタ |
| 2009年10月4日  | 12:00    | 鹿兒島島市民文化廳      |
| 2009年10月4日  | 15:30    | 鹿兒島島市民文化廳      |
| 2009年10月9日  | 14:30    | 仙台･Izumiti21          |
| 2009年10月10日 | 13:30    | 仙台･Izumiti21          |
| 2009年10月10日 | 17:00    | 仙台･Izumiti21          |
| 2009年10月17日 | 14:30    | 石川厚生年金會館        |
| 2009年10月17日 | 18:00    | 石川厚生年金會館        |
| 2009年10月18日 | 13:30    | 新潟縣民會館            |
| 2009年10月18日 | 17:00    | 新潟縣民會館            |
| 2009年10月31日 | 14:30    | 廣島厚生年金會館        |
| 2009年10月31日 | 18:00    | 廣島厚生年金會館        |
| 2009年11月1日  | 12:30    | 廣島厚生年金會館        |
| 2009年11月1日  | 16:00    | 廣島厚生年金會館        |
| 2009年11月13日 | 14:00    | 神戶世界紀念廳          |
| 2009年11月14日 | 10:00    | 神戶世界紀念廳          |
| 2009年11月14日 | 14:00    | 神戶世界紀念廳          |
| 2009年11月14日 | 18:00    | 神戶世界紀念廳          |
| 2009年11月22日 | 14:30    | 北海道厚生年金會館      |
| 2009年11月22日 | 18:00    | 北海道厚生年金會館      |
| 2009年11月27日 | 18:00    | 仙台太陽廣場大廳        |
| 2009年11月28日 | 14:30    | 仙台太陽廣場大廳        |
| 2009年11月28日 | 18:00    | 仙台太陽廣場大廳        |
| 2009年12月18日 | 18:00    | 橫濱體育館              |
| 2009年12月19日 | 14:00    | 橫濱體育館              |
| 2009年12月19日 | 18:00    | 橫濱體育館              |
| 2009年12月20日 | 13:00    | 橫濱體育館              |
| 2009年12月20日 | 17:00    | 橫濱體育館              |
| 2009年12月27日 | 13:00    | 日本Rainbow Hall        |
| 2009年12月27日 | 17:00    | 日本Rainbow Hall        |

- Kis-My-Ft2 010相見歡de Show（6城市12場公演）

| 日期          | 開演時間 | 舉行地點                 |
| 2010年3月30日 | 18:00    | 橫濱體育館               |
| 2010年3月31日 | 14:00    | 橫濱體育館               |
| 2010年3月31日 | 18:00    | 橫濱體育館               |
| 2010年4月1日  | 14:00    | 橫濱體育館               |
| 2010年4月4日  | 16:00    | 福岡會議中心             |
| 2010年4月11日 | 16:00    | Sekisui Heim Super Arena |
| 2010年4月18日 | 16:00    | 北海道立總合體育中心     |
| 2010年4月25日 | 16:00    | 廣島Green Arena          |
| 2010年5月4日  | 14:00    | 大阪城Hall               |
| 2010年5月4日  | 18:00    | 大阪城Hall               |
| 2010年5月5日  | 12:00    | 大阪城Hall               |
| 2010年5月5日  | 16:00    | 大阪城Hall               |

- Kis-My-Ft2 相見歡de Show vol.3（3城市10場公演）

| 日期           | 開演時間 | 舉行地點                   |
| 2010年12月28日 | 18:00    | 日本Rainbow Hall           |
| 2010年12月29日 | 14:00    | 日本Rainbow Hall           |
| 2010年12月29日 | 18:00    | 日本Rainbow Hall           |
| 2011年1月6日   | 14:00    | 大阪城Hall                 |
| 2011年1月6日   | 18:00    | 大阪城Hall                 |
| 2011年1月7日   | 14:00    | 大阪城Hall                 |
| 2011年2月11日  | 14:00    | 國立代代木競技場第一體育館 |
| 2011年2月11日  | 18:00    | 國立代代木競技場第一體育館 |
| 2011年2月12日  | 14:00    | 國立代代木競技場第一體育館 |
| 2011年2月12日  | 18:00    | 國立代代木競技場第一體育館 |

- Kis-My-Ft2 Debut Tour 2011 Everybody Go （7城市17場公演）

| 日期          | 開演時間 | 舉行地點             |
| 2011年7月9日  | 18:00    | 北海道立總合體育中心 |
| 2011年7月10日 | 17:00    | 北海道立總合體育中心 |
| 2011年7月23日 | 18:00    | 廣島Green Arena      |
| 2011年7月24日 | 15:00    | 廣島Green Arena      |
| 2011年7月29日 | 18:00    | 橫濱體育館           |
| 2011年7月30日 | 13:00    | 橫濱體育館           |
| 2011年7月30日 | 17:00    | 橫濱體育館           |
| 2011年7月31日 | 13:00    | 橫濱體育館           |
| 2011年7月31日 | 17:00    | 橫濱體育館           |
| 2011年8月11日 | 17:00    | 福岡會議中心         |
| 2011年8月17日 | 18:00    | 大阪城Hall           |
| 2011年8月18日 | 13:00    | 大阪城Hall           |
| 2011年8月18日 | 17:00    | 大阪城Hall           |
| 2011年8月20日 | 18:00    | Hall                 |
| 2011年8月21日 | 13:00    | Hall                 |
| 2011年8月21日 | 17:00    | Hall                 |
| 2011年8月28日 | 17:00    | 東京巨蛋             |

- Kis-My-Ft2 Kis-My-MiNT Tour（6城市19場公演）

| 日期          | 開演時間 | 舉行地點             |
| 2012年3月31日 | 18:00    | 福岡海洋展覽         |
| 2012年4月1日  | 12:00    | 福岡海洋展覽         |
| 2012年4月1日  | 16:00    | 福岡海洋展覽         |
| 2012年4月3日  | 18:30    | 日本Rainbow Hall     |
| 2012年4月4日  | 18:30    | 日本Rainbow Hall     |
| 2012年4月5日  | 18:30    | 日本Rainbow Hall     |
| 2012年4月8日  | 18:00    | 東京巨蛋             |
| 2012年5月3日  | 18:30    | 大阪城Hall           |
| 2012年5月4日  | 13:00    | 大阪城Hall           |
| 2012年5月4日  | 17:00    | 大阪城Hall           |
| 2012年5月5日  | 13:00    | 大阪城Hall           |
| 2012年5月5日  | 17:00    | 大阪城Hall           |
| 2012年5月6日  | 13:00    | 大阪城Hall           |
| 2012年5月6日  | 17:00    | 大阪城Hall           |
| 2012年5月12日 | 18:30    | 廣島Green Arena      |
| 2012年5月13日 | 12:00    | 廣島Green Arena      |
| 2012年5月13日 | 16:00    | 廣島Green Arena      |
| 2012年6月3日  | 12:00    | 北海道立總合體育中心 |
| 2012年6月3日  | 16:00    | 北海道立總合體育中心 |

- Good Live Tour いくぜ!（6城市8場公演）

| 日期          | 開演時間 | 舉行地點                 |
| 2013年5月3日  | 18:00    | 大阪城Hall               |
| 2013年5月4日  | 13:00    | 大阪城Hall               |
| 2013年5月4日  | 17:00    | 大阪城Hall               |
| 2013年5月5日  | 13:00    | 大阪城Hall               |
| 2013年5月5日  | 17:00    | 大阪城Hall               |
| 2013年5月6日  | 13:00    | 大阪城Hall               |
| 2013年5月6日  | 17:00    | 大阪城Hall               |
| 2013年6月30日 | 13:00    | Sekisui Heim Super Arena |
| 2013年6月30日 | 17:00    | Sekisui Heim Super Arena |
| 2013年7月20日 | 18:30    | 廣島Green Arena          |
| 2013年7月21日 | 17:00    | 廣島Green Arena          |
| 2013年7月27日 | 18:30    | 橫濱體育館               |
| 2013年7月28日 | 13:00    | 橫濱體育館               |
| 2013年7月28日 | 17:00    | 橫濱體育館               |
| 2013年8月10日 | 18:30    | 北海道立總合體育中心     |
| 2013年8月11日 | 16:00    | 北海道立總合體育中心     |
| 2013年8月24日 | 18:30    | 福岡會議中心             |
| 2013年8月25日 | 17:00    | 福岡會議中心             |

- SNOW DOMEの約束 IN東京巨蛋 IN大阪巨蛋（2城市4場公演）

| 日期           | 開演時間 | 舉行地點 |
| 2013年11月15日 | 18:00    | 東京巨蛋 |
| 2013年11月16日 | 18:00    | 東京巨蛋 |
| 2013年12月14日 | 18:00    | 大阪巨蛋 |
| 2013年12月15日 | 18:00    | 大阪巨蛋 |

- 2014 Concert Tour「Kis-My-Journey」（4城市10場公演）

| 日期          | 開演時間 | 舉行地點   |
| 2014年7月5日  | 18:00    | 名古屋巨蛋 |
| 2014年7月6日  | 17:00    | 名古屋巨蛋 |
| 2014年7月25日 | 18:00    | 大阪巨蛋   |
| 2014年7月26日 | 14:00    | 大阪巨蛋   |
| 2014年7月27日 | 17:00    | 大阪巨蛋   |
| 2014年8月2日  | 18:00    | 福岡巨蛋   |
| 2014年8月3日  | 17:00    | 福岡巨蛋   |
| 2014年11月7日 | 18:00    | 東京巨蛋   |
| 2014年11月8日 | 18:00    | 東京巨蛋   |
| 2014年11月9日 | 17:00    | 東京巨蛋   |

- 2015 Concert Tour「Kis-My-World」（4城市11場公演）

| 日期           | 開演時間 | 舉行地點   |
| 2015年8月29日  | 18:00    | 大阪巨蛋   |
| 2015年8月30日  | 17:00    | 大阪巨蛋   |
| 2015年8月31日  | 17:00    | 大阪巨蛋   |
| 2015年9月12日  | 17:00    | 福岡巨蛋   |
| 2015年9月13日  | 17:00    | 福岡巨蛋   |
| 2015年9月17日  | 18:00    | 東京巨蛋   |
| 2015年9月18日  | 18:00    | 東京巨蛋   |
| 2015年9月19日  | 17:00    | 東京巨蛋   |
| 2015年9月20日  | 17:00    | 東京巨蛋   |
| 2015年10月28日 | 18:00    | 名古屋巨蛋 |
| 2015年10月29日 | 18:00    | 名古屋巨蛋 |

- 2016 Concert Tour「I SCREAM」（4城市11場公演）

| 日期          | 開演時間 | 舉行地點   |
| 2016年7月1日  | 18:00    | 大阪巨蛋   |
| 2016年7月2日  | 17:00    | 大阪巨蛋   |
| 2016年7月3日  | 17:00    | 大阪巨蛋   |
| 2016年7月9日  | 17:00    | 名古屋巨蛋 |
| 2016年7月10日 | 17:00    | 名古屋巨蛋 |
| 2016年8月4日  | 18:00    | 東京巨蛋   |
| 2016年8月5日  | 18:00    | 東京巨蛋   |
| 2016年8月6日  | 17:00    | 東京巨蛋   |
| 2016年8月7日  | 17:00    | 東京巨蛋   |
| 2016年8月13日 | 17:00    | 福岡巨蛋   |
| 2016年8月14日 | 17:00    | 福岡巨蛋   |

- 2017 Concert Tour「MUSIC COLOSSEUM」（8城市28場公演）

| 日期          | 開演時間 | 舉行地點                |
| 2017年5月13日 | 18:00    | 朱鷺展覽館 新潟會展中心 |
| 2017年5月14日 | 12:30    | 朱鷺展覽館 新潟會展中心 |
| 2017年5月14日 | 17:00    | 朱鷺展覽館 新潟會展中心 |
| 2017年5月20日 | 18:00    | 靜岡 Ecopa 競技場       |
| 2017年5月21日 | 12:30    | 靜岡 Ecopa 競技場       |
| 2017年5月21日 | 17:00    | 靜岡 Ecopa 競技場       |
| 2017年5月27日 | 18:00    | 真駒內滑冰體育館        |
| 2017年5月28日 | 12:30    | 真駒內滑冰體育館        |
| 2017年5月28日 | 17:00    | 真駒內滑冰體育館        |
| 2017年6月10日 | 18:00    | 廣島Green Arena         |
| 2017年6月11日 | 12:30    | 廣島Green Arena         |
| 2017年6月11日 | 17:00    | 廣島Green Arena         |
| 2017年6月21日 | 18:00    | 名古屋市總合體育館      |
| 2017年6月22日 | 13:00    | 名古屋市總合體育館      |
| 2017年6月22日 | 18:00    | 名古屋市總合體育館      |
| 2017年6月25日 | 18:00    | 大阪城會館              |
| 2017年6月26日 | 12:30    | 大阪城會館              |
| 2017年6月26日 | 17:00    | 大阪城會館              |
| 2017年6月27日 | 12:30    | 大阪城會館              |
| 2017年6月27日 | 17:00    | 大阪城會館              |
| 2017年8月2日  | 18:00    | 馬林美瑟福岡            |
| 2017年8月3日  | 12:30    | 馬林美瑟福岡            |
| 2017年8月3日  | 17:00    | 馬林美瑟福岡            |
| 2017年8月11日 | 18:00    | 橫濱體育館              |
| 2017年8月12日 | 12:30    | 橫濱體育館              |
| 2017年8月12日 | 17:00    | 橫濱體育館              |
| 2017年8月13日 | 12:30    | 橫濱體育館              |
| 2017年8月13日 | 17:00    | 橫濱體育館              |

- 2018 Concert Tour「Yummy!!」（5城市13場公演）

| 日期          | 開演時間 | 舉行地點   |
| 2018年5月5日  | 18:00    | 名古屋巨蛋 |
| 2018年5月6日  | 17:00    | 名古屋巨蛋 |
| 2018年5月19日 | 17:00    | 福岡巨蛋   |
| 2018年5月20日 | 17:00    | 福岡巨蛋   |
| 2018年6月15日 | 18:00    | 東京巨蛋   |
| 2018年6月16日 | 18:00    | 東京巨蛋   |
| 2018年6月17日 | 18:00    | 東京巨蛋   |
| 2018年6月29日 | 18:00    | 大阪巨蛋   |
| 2018年6月30日 | 18:00    | 大阪巨蛋   |
| 2018年7月1日  | 16:00    | 大阪巨蛋   |
| 2018年7月14日 | 18:00    | 西武巨蛋   |
| 2018年7月15日 | 18:00    | 西武巨蛋   |
| 2018年7月16日 | 18:00    | 西武巨蛋   |

## Event
- 新春Kis-My-福袋 〜今年也請多指教Thank youじゃん!〜

| 日期             | 演唱會站次 | 舉行地點   |
| 2015年1月5 - 8日 | 橫濱站     | 橫濱體育館 |

## 備註
1. ↑  . ORICON NEWS. 2023-06-07  [2023-06-07]. （原始内容存档于2023-06-18） （日语）.
2. ↑  .   [2021-05-19]. （原始内容存档于2021-05-19）.

## 資料來源
- Kis-My-Ft2 Official Website （页面存档备份，存于）（日語）（页面存档备份，存于）
- avex trax - Kis-My-Ft2官方網站 （页面存档备份，存于）（日語）
- Kis-My-Ft2的X（前Twitter）（日語）
- YouTube上的Kis-My-Ft2頻道
- Kis-My-Ft2 台灣愛貝克思官方網站 （页面存档备份，存于）（繁體中文）